# The Crows
The Crows waren eine amerikanische Rhythm-and-Blues-Gesangsgruppe, die in den 1950er-Jahren kommerziell erfolgreich war. Die zweite Single der Gruppe hieß Gee und war der erste und einzige größere Hit der Gruppe. Das Stück erschien 1953 und wird als erster Rock-and-Roll-Hit einer Rock-and-Roll-Gruppe bezeichnet. Es erreichte 1954 in den Pop-Billboard-Charts Platz 14, in den Rhythm-and-Blues-Billboard-Charts Platz 2. 

## Geschichte

Single The Crows: Gee

Als sich The Crows 1951 formierten, waren die Mitglieder Daniel „Sonny“ Norton (Lead); William „Bill“ Davis (Bariton); Harold Major (Tenor); Jerry Wittick (Tenor) und Gerald Hamilton (Bass). 1952 verließ Wittick die Gruppe und wurde durch Mark Jackson (Tenor und Gitarre) ersetzt.
Die Gruppe wurde bei der Wednesday Night Talent Show des Apollo Theater vom Agenten Cliff Martinez entdeckt, und es erschien zunächst im Mai 1952 eine Single bei Jubilee Records mit dem Titel I Can’t Get Started with You/Lu Lu Belle Blues. Die Interpreten nannten sich Fat Man Humphries and the Four Notes. Die Single blieb erfolglos.
Ihr Manager Martinez brachte die Gruppe zum unabhängigen Produzenten George Goldner, der gerade das kleine Independent-Label Rama Records gegründet hatte.
The Crows waren die erste Gruppe, die unter Vertrag genommen und mit der Aufnahmen gemacht wurden. Die ersten Stücke wurden als Hintergrund für den Tenor und Pianisten Viola Watkins aufgenommen. Gee war das dritte Stück, das während der ersten Aufnahmesession am 10. Februar 1953 aufgenommen wurde. Das Stück wurde innerhalb weniger Minuten vom Bandmitglied William Davis arrangiert, Viola Watkins wird mit als Urheber angegeben.
Im Mai 1953 erschien eine erste Single der Crows bei Rama Records: Seven Lonely Days/No Help Wanted (Rama 3). Der Song Gee wurde zunächst im Mai 1953 als B-Seite der Ballade I Love You So herausgegeben (Rama 5). Allerdings begannen Radiostationen, die Platte umzudrehen und Gee zu spielen, zuerst in Philadelphia, dann in New York und Los Angeles. Im Januar 1954 waren von dem Stück 100.000 Platten verkauft worden und im April erreichte es in den R&B-Charts Platz 2 und den Popcharts Platz 14. Ein Jahr nach der Aufnahme war das Lied ein erfolgreicher Hit.
The Crows hatte als One-Hit-Wonder nur ein sehr erfolgreiches Lied. Während Gee in den Charts platziert war, veröffentlichte die Plattenfirma weitere Singles der Gruppe, etwa Call a Doctor, Baby und Miss You, aber keine war erfolgreich. Der Misserfolg und fehlende Möglichkeiten, regelmäßig aufzutreten, um ihre Aufnahmen zu unterstützen, führten zur Auflösung der Gruppe einige Monate, nachdem Gee nicht mehr in den Charts war.
Die Besetzung der Gruppe blieb während ihres Erfolgs unverändert. Gerald Hamilton verstarb 1967 im Alter von 33 Jahren und Daniel Norton 1972, er wurde 39 Jahre alt.

## Diskografie

### Kompilationen
- 1972: Echoes of a Rock Era (Splitalbum mit The Harptones; je 12 Tracks; 2 LPs)
- 1988: Gee, It’s the Crows: The Complete Jubilee and Rama Recordings, 1952–54
- 2000: Strictly for the Birds: The Rama & Gee Recordings 1953–56 (Splitalbum mit The Wrens und Bobby Mansfield)

### Singles
| Jahr | Titel Musiklabel | Höchstplatzierung, Gesamtwochen, AuszeichnungChartplatzierungen (Jahr, Titel, Musiklabel, Platzierungen, Wochen, Auszeichnungen, Anmerkungen) | Höchstplatzierung, Gesamtwochen, AuszeichnungChartplatzierungen (Jahr, Titel, Musiklabel, Platzierungen, Wochen, Auszeichnungen, Anmerkungen) | Anmerkungen                                                          |
| Jahr | Titel Musiklabel | US | R&B | Anmerkungen                                                          |
| ---- | ---------------- | --- | --- | -------------------------------------------------------------------- |
| 1954 | Gee Rama 5       | US14 (5 Wo.)US | R&B2 (11 Wo.)R&B | Erstveröffentlichung: Mai 1953 Autoren: William Davis, Viola Watkins |

Weitere Singles
- 1953: No Help Wanted / Seven Lonley Days
- 1953: Untrue (mit Ray Barrow and His Orchestra)
- 1953: I Love You So / Gee
- 1953: Call a Doctor
- 1953: Baby
- 1953: Miss You